# Rivière Bernetz
Pour les articles homonymes, voir Bernetz.
La rivière Bernetz est un affluent de la rive ouest de la rivière Laflamme, laquelle est un affluent de la rivière Bell laquelle coule vers le nord pour se déverser sur la rive sud du lac Matagami (bassin versant de la baie James). La rivière Bernetz coule dans la municipalité de Eeyou Istchee Baie-James, dans la région administrative du Nord-du-Québec, au Québec, au Canada.
La rivière Bernetz coule entièrement en territoire forestier et en zone de marais, dans les cantons de Chaste et Fonteneau. La foresterie constitue la principale activité économique de ce bassin versant ; les activités récréotouristiques, en second. La surface de la rivière est habituellement gelée du début décembre à la fin d’avril.

## Géographie
Les bassins versants voisins de la rivière Bernetz sont :
- côté nord : rivière Bigniba, rivière Laflamme, rivière de l'Esturgeon (rivière Bell), rivière Bell ;
- côté est : rivière Laflamme, rivière Castagnier, rivière Bell ;
- côté sud : rivière Obalski, rivière Vassal, rivière Villeneuve, rivière Laflamme ;
- côté ouest : rivière Bigniba, rivière Coigny, ruisseau Rocheux.

La rivière Bernetz prend sa source à la confluence de ruisseaux de marais près d’une route forestière. Cette zone de marais constitue aussi la zone de tête de la rivière Bigniba (coulant vers le Nord jusqu’à la rivière Bell), du ruisseau Rocheux qui est un affluent de la rivière Coigny (coulant vers le Nord-Ouest jusqu’à la rivière Harricana) et de la rivière Castagnier (coulant vers le Nord pour rejoindre la rivière Laflamme).
Le cours de la rivière Bernetz coule sur 22,3 km selon les segments suivants :
- 2,9 km vers le Sud-Est, puis le Nord, jusqu’au pont d’une route forestière ;
- 3,6 km vers le Nord en traversant une zone de marais en fin de segment, jusqu’à un ruisseau (venant de l’Ouest) ;
- 10,0 km (ou 7,6 km en ligne directe) vers le Nord, puis vers le Nord-Est, en formant de nombreux serpentins jusqu’au pont d’une route forestière R0801 ;
- 5,8 km vers le Nord-Est, jusqu’à sa confluence[1].

La rivière Bernetz se déverse sur la rive Ouest de la rivière Laflamme, face à l'île Cikwanikaci (longueur : 3,7 km orientée vers le Nord-Est ; largeur : 0,8 km) constituée entièrement de marais tout comme les rives Est et Ouest de la rivière Laflamme de cette zone.
Cette confluence de la rivière Bernetz est située à :
- 29,2 km au Sud-Ouest de la confluence de la rivière Laflamme avec la rivière Bell ;
- 85,0 km au Sud-Est de la confluence de la rivière Bell avec le Lac Matagami ;
- 77,7 km au Sud-Est du centre-ville de Matagami ;
- 27,33 km à l’Ouest du centre du village de Lebel-sur-Quévillon ;
- 76,4 km au Nord-Ouest du centre-ville de Senneterre (ville) ;

## Toponymie
Le terme « Bernetz » constitue un patronyme de famille d’origine française. Ce terme est lié au canton, au lac et à la rivière.
Le toponyme "rivière Bernetz" a été officialisé le 5 décembre 1968 à la Commission de toponymie du Québec.